# Kocmyrzów Wąskotorowy
Kocmyrzów Wąskotorowy – nieistniejąca obecnie stacja kolejowa kolei wąskotorowej (Świętokrzyska Kolej Dojazdowa) w Kocmyrzowie, w województwie małopolskim, w Polsce.